# Złote węgorze
Złote węgorze (cz. Zlatí úhoři) – czechosłowacki poetycki dramat obyczajowo-psychologiczny z 1979 roku, w reżyserii i według scenariusza Karela Kachyňy. Inspirowany opowiadaniami Oty Pavla (Jak spotkałem się z rybami) film zdobył w 1979 roku nagrodę międzynarodowego konkursu Prix Italia w kategorii dramatu.

## Fabuła
Żydowski chłopiec o przezwisku Prdelka (Dupka) spędza wraz z braćmi dzieciństwo nad brzegiem Berounki, gdzie ojciec ze swym przyjacielem Proškiem uczy go nie tylko łowienia ryb, lecz i poznawania rzeki z jej naturą i regułami bytu. Sam nią zauroczony, opowiada swym synom o złotych węgorzach, które z pewnością któregoś dnia przypłyną jako szczególny przejaw magii tego miejsca. Ten regularny cykl przemian przyrody i spokój sielskiego życia narusza wybuch II wojny światowej i niemiecka okupacja. Kiedy ojciec i dwaj bracia zostają deportowani do obozu w Terezinie, Prdelka wraz z matką utrzymuje się z nielegalnego łowienia ryb i z ich wymiany na żywność. Wpojona mu magia wód rzeki sprawia, że w końcu łowi obiecane złote węgorze, ale oszczędza je wrzucając z powrotem do wody i oddając w ten sposób hołd pamięci nieobecnego już ojca.  

## Obsada
- Vladimír Menšík – ojciec
- Slávka Špánková-Hozová – matka
- Rudolf Hrušínský – Prošek
- Martin Mikuláš – Prdelka
- Radoslav Brzobohatý – Rozvědčík
- Eliška Balzerová – Rozvědčíková
- Zdeněk Martínek – Janouch
- Bronislav Poloczek – Oplt
- Karel Augusta – leśniczy
- Jiří Císler – stawniczy
- Václav Mareš – komisarz SS[3]

## Produkcja
Zdjęcia kręcono w okolicach miejscowości Bechyně oraz na zamku Bzí k. Týna nad Vltavou (kraj południowoczeski).